# یورگ ووگل
یورگ ووگل (انگلیسی: Jörg Vogel؛ زادهٔ ۱ آوریل ۱۹۶۷) دانشمند در زمینه زیست‌شناسی اهل آلمان و از دانش‌آموختگان دانشگاه هومبولت برلین است.